# Josefův Důl (district de Jablonec nad Nisou)
Pour les articles homonymes, voir Josefův Důl.
Josefův Důl (précédemment : Josefodol ; en allemand : Josefsthal ) est une commune du district de Jablonec nad Nisou, dans la région de Liberec, en Tchéquie. Sa population s'élevait à 892 habitants en 2021.

## Géographie
Josefův Důl se trouve à 8 km au nord-est de Jablonec nad Nisou, à 13 km à l'est-nord-est de Liberec et à 97 km au nord-est de Prague.
La commune est limitée par Bedřichov et Hejnice au nord, par Albrechtice v Jizerských horách à l'est, par Desná au sud-est, par Jiřetín pod Bukovou et Lučany nad Nisou au sud et par Janov nad Nisou à l'ouest.

## Histoire
Vers 1690, le comte Maximilien Desfours Walderode commença à établir des colons allemands à l'emplacement du village actuel. Le village lui-même fut créé en 1697 sous le nom de Karlsberg. Il devint Josefův Důl quatre ans plus tard, après la naissance, en 1701, de Charles Joseph, fils du comte Walderode. En 1890, le village se sépara d'Albrechtic. Josefův Důl accéda au statut de ville en 1909.

## Administration
La commune se compose de quatre quartiers :
- Antonínov
- Dolní Maxov
- Josefův Důl
- Karlov

## Transports
Par la route, Josefův Důl se trouve à 12 km de Jablonec nad Nisou, à 18 km de Liberec et à 119 km de Prague.